# Ercole
Ercole ist ein italienischer männlicher Vorname, abgeleitet von Hercules, der lateinischen Form von Herakles, einer Gestalt aus der griechischen Mythologie.

## Bekannte Namensträger
- Ercole I. d’Este (1431–1505), italienischer Herzog
- Ercole II. d’Este (1508–1559), italienischer Herzog
- Ercole III. d’Este (1727–1803), italienischer Herzog

- Ercole Baldini (1933–2022), italienischer Radrennfahrer
- Ercole Banci (fl. ≈1500), italienischer Maler
- Ercole Bernabei (≈1622–1687), italienischer Organist, Kapellmeister und Komponist
- Ercole Boero (1889–1952), italienischer Wasserballspieler
- Ercole Ciprandi (≈1730 – n. 1790), italienischer Opernsänger (Tenor)
- Ercole Consalvi (1757–1824), italienischer Kardinal
- Ercole Dandini (1759–1840), italienischer Kardinal der Römischen Kirche
- Ercole Francesco Dandini (1695–1747), italienischer Jurist
- Ercole Dembowski (1812–1881), italienischer Astronom
- Ercole Drei (1886–1973), italienischer Bildhauer
- Ercole Durini di Monza (1876–1968), italienischer Diplomat und Senator
- Ercole Ferrata (1610–1686), italienischer Bildhauer
- Ercole Gallegati (1911–1990), italienischer Ringer
- Ercole Gonzaga (1505–1563), italienischer Bischof und Kardinal
- Ercole Lupinacci (1933–2016), italienischer Geistlicher der Italo-albanischen Kirche und Bischof
- Ercole Olgeni (1883–1947), italienischer Ruderer und Olympiasieger
- Ercole Pasquini (≈1550–1619), italienischer Organist
- Ercole Procaccini d. Ä. (1520–1595), italienischer Maler des Manierismus
- Ercole Procaccini d. J. (1605 – n. 1677), italienischer Maler und Freskant des Barock
- Ercole Rabitti (1921–2009), italienischer Fußballspieler und -trainer
- Ercole Ricotti (1816–1883), italienischer Geschichtsschreiber und Politiker
- Ercole del Rio (1723/26–1802), italienischer Schachspieler
- Ercole Rivani (17. Jh. – 1689), italienischer Maler und Architekt
- Ercole de’ Roberti (≈1450–1496), italienischer Maler
- Ercole Rosa (1846–1893), italienischer Bildhauer
- Ercole Santucci (fl. ≈1600), italienischer Tänzer und Tanzmeister
- Ercole Spada (1937–2025), italienischer Automobildesigner
- Ercole Strozzi (1471–1508), italienischer Humanist und Dichter
- Ercole Teodoro Trivulzio (1620–1664), italienischer Adliger und Militär sowie Fürst des Heiligen Römischen Reiches
- Ercole Turinetti de Prié (1658–1726), habsburgischer Diplomat und stv. Statthalter der Österreichischen Niederlande
- Ercole Visconti (1646–1712), italienischer Geistlicher, Titularerzbischof und päpstlicher Diplomat

Ercole ist der Originaltitel von:
- Herkules, italienischer Film von Luigi Cozzi (1983)